# Чаришське (Чаришський район)
Чари́шське (рос. Чарышское) — село, центр Чаришського району Алтайського краю, Росія.

## Населення
Населення — 3217 осіб (2010; 3398 у 2002).
Національний склад (станом на 2002 рік):
- росіяни — 98 %